# ハバードトンの戦い
ハバードトンの戦い（ハバードトンのたたかい、英: Battle of Hubbardton）は、アメリカ独立戦争のサラトガ方面作戦中に起こった戦闘である。当時は論争が行われていたニューハンプシャー勅許地（現在はバーモント州）ハバードトンの村で戦われた。1777年7月7日朝、サイモン・フレーザー将軍の指揮するイギリス軍がタイコンデロガ砦から撤退中の大陸軍後衛部隊に追いついた。これはこの戦争の間に現在のバーモント州で戦われた唯一の戦闘である（後日、ベニントンの戦いが起こったが、実際の戦場はバーモント州ベニントンではなく、ニューヨーク州のワルームザックだった）。
タイコンデロガ砦ではイギリス軍が砦を見下ろす高地に大砲を運び上げた後、大陸軍が7月5日遅くに撤退を始めた。アーサー・セントクレアの指揮する大陸軍の大半はハバードトンからキャッスルトンに後退し、セス・ワーナーが指揮していた後衛部隊は休憩と落伍兵を待つためにハバードトンで停止した。
フレーザー将軍は7月6日早朝に大陸軍の撤退を知らされ、即座に追跡を開始して、ジョン・バーゴイン将軍には出来る限り速く援軍を送ってくれるよう伝言を残した。その夜、フレーザーはハバードトンの数マイル手前で宿営し、援軍を率いてきていたドイツ人傭兵のフリードリヒ・リーデゼル将軍はさらに数マイル後方で宿営した。翌朝早く起床したフレーザーの部隊は大陸軍後衛部隊の幾らかに急襲を掛けたが、他の部隊は防衛線を形成することができた。激戦の中で大陸軍が後退させられたが、リーデゼルの援軍が到着したのはフレーザーの部隊が大陸軍の左翼に回りこもうとしていたときであり、結果的に大陸軍を蹴散らすことになった。
この戦闘はイギリス軍を酷く疲れさせることになり、それ以上大陸軍本体を追撃できなかった。大陸軍の多くの捕虜がタイコンデロガ砦に送られ、イギリス軍はスケンスボロまで進んでバーゴインの本隊と合流した。散り散りになった大陸軍兵はハドソン川に向かっていたセントクレアの本隊に合流した。

## 背景
ジョン・バーゴイン将軍はハドソン川流域の支配を目指して、1777年6月下旬に8,000名の軍隊を率いてサラトガ方面作戦を始めた。まずシャンプレーン湖を下り、7月1日にタイコンデロガ砦近くに到着した。7月5日、タイコンデロガ砦とその周辺の支援防御工作物を守る大陸軍のアーサー・セントクレア将軍は、バーゴイン軍の部隊が砦を見下ろす高地に大砲を据えたことを発見した。大陸軍はその夜に砦を脱出し、主力はニューハンプシャー特許地のハバードトンを抜ける荒れた道を行軍した。この日は暑く日が照っており、その行軍速度が速くて非常に骨の折れるものだった。軍の大半は30マイル (50 km) 先のキャッスルトンまで行軍し、7月6日の夜はそこで宿営した。

## イギリス軍の追撃

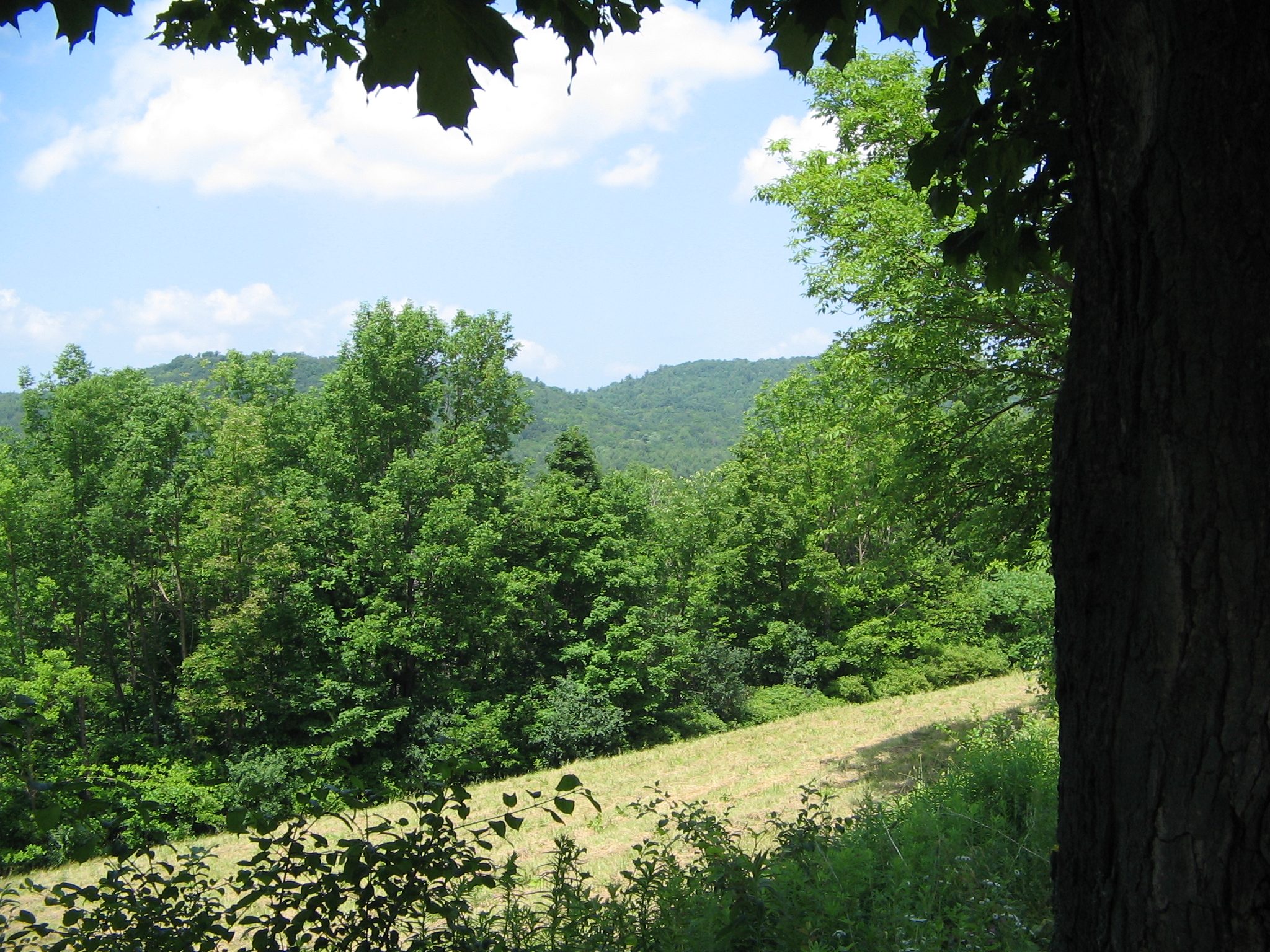
ハバードトンに至る軍用道路、背景にある丘陵部の隙間を抜けて進んだ

イギリス軍のサイモン・フレーザー将軍は7月6日早朝に、大陸軍が砦を放棄したことを発見した。フレーザーは即座にバーゴイン将軍に伝言を残して追撃に出発した。その部隊は擲弾兵（第9、第29、第34および第62歩兵連隊の一部）と軽歩兵（第24、第29、第34、第53および第62歩兵連隊の一部）の数個中隊であり、さらに第24歩兵連隊の2個中隊と約100名のロイヤリスト民兵とインディアンの斥候が加わった。バーゴインはリーデゼルに後を追うように命じた。リーデゼルはブラウンシュヴァイクの猟兵と擲弾兵の数個中隊を率いて出発し、残る部隊にもできるだけ早く後を追うよう命令を残した。フレーザーの前衛隊の位置は、大陸軍の後衛部隊であるエベネザー・フランシス大佐の第11マサチューセッツ連隊から遅れること数マイルに過ぎなかった。
大陸軍のセントクレア将軍はハバードトンで一旦停止して疲れて飢えた兵士達に休息を与え、さらに後衛部隊が到着することも期待していた。後衛部隊が予測した時間に到着しなかったので、セス・ワーナー大佐とそのグリーンマウンテンボーイズにネイサン・ヘイル大佐の第2ニューハンプシャー連隊をハバードトンに残し、主力がキャッスルトンに進む間、後衛部隊を待つように指示した。フランシスの後衛部隊が到着すると、ワーナーはセントクレアの命令に反して、その夜はキャッスルトンには向かわずハバードトンで過ごすことに決めた。ワーナーはバンカーヒルの戦いやカナダ侵攻作戦の間に後衛を指揮したことがあり、宿営はモニュメントヒルに防御的配置を採らせ、タイコンデロガ砦からの道路には歩哨部隊を置いた。
リーデゼルの部隊は午後4時頃にフレーザー隊に追いつき、その兵士達はそこで宿営しなければ前に進めないと主張した。リーデゼルは指揮系統の中でフレーザーの上級将官にあたっていたので、フレーザーはその主張を黙認し、自部隊は敵と交戦することを認められており、翌朝3時には出発することを指摘しておいた。フレーザー隊はさらに前進してハバードトンから約3マイル (5 km) の地点まで進んでから宿営した。リーデゼルは部隊の残りが追いつくのを待ち、総勢約1,500名になって宿営した。

## 攻撃

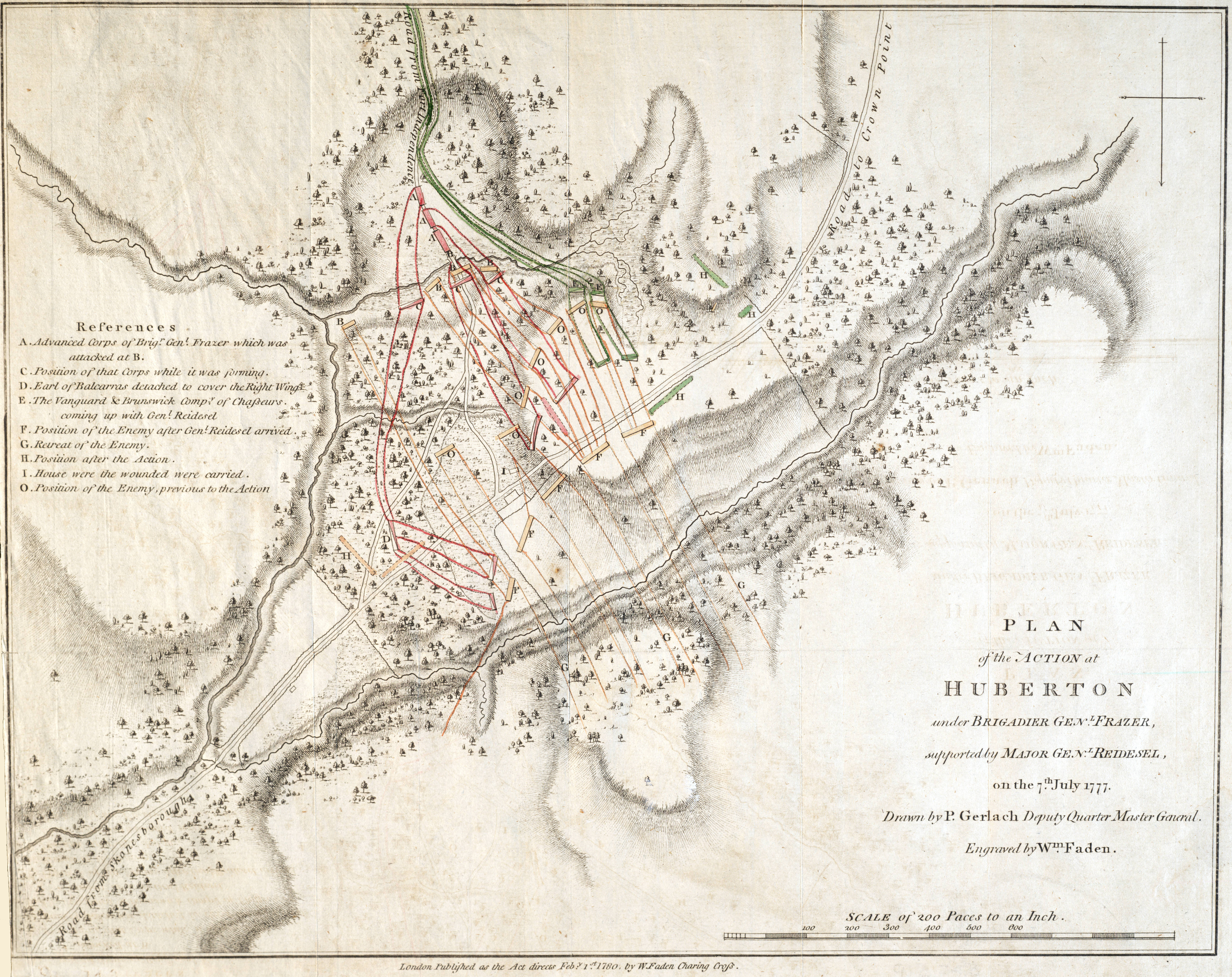
戦闘の後でイギリス軍士官が描いた地図

フレーザーの部隊は午前3時に起床したが、暗闇のたまえに捗捗しくは進めなかった。リーデゼルは午前3時に選抜部隊と共に出発したが、フレーザー隊が夜明け近くにハバードトンに到着した時にはまだ後方にいた。フレーザー隊はヘイル連隊の一部にほぼ急襲に成功し、ヘイルの部隊は短時間の戦闘で散り散りになった。セントクレア将軍からの伝令が到着し、大陸軍が再集結することになっていたスケンスボロにイギリス軍が到着しており、ハドソン川に向かうさらに遠回りの経路を探す必要があると知らせてきた。セントクレアの指示は即座にその後を追ってラトランドに向かえというものだった。フランシスの部隊が縦隊を形成して午前7時15分頃に出発したが、このときイギリス軍の前衛がその背後にある丘に到着し始めていた。フランシスのマサチューセッツ連隊は掩蔽物の背後で急速に戦線を組みなおし、息切れしたイギリス兵に威嚇の一斉射撃を放った。フレーザー将軍は状況を判断し、その左翼が攻撃される危険を冒して、大陸軍の左翼に回りこむ分遣隊を派遣することに決めた。自軍の左翼にはリーデゼルの部隊が到着するまで持ち堪えることを期待していた。リーデゼル隊は別の丘の頂上に到着して大陸軍の前線を観察した。大陸軍はこのときヘイルの連隊の一部も合流し、フレーザー隊の左翼に圧力を掛けていた。リーデゼルは擲弾兵中隊をフレーザーの左翼支援のために送り、猟兵中隊には大陸軍中央を攻撃するよう指示した。

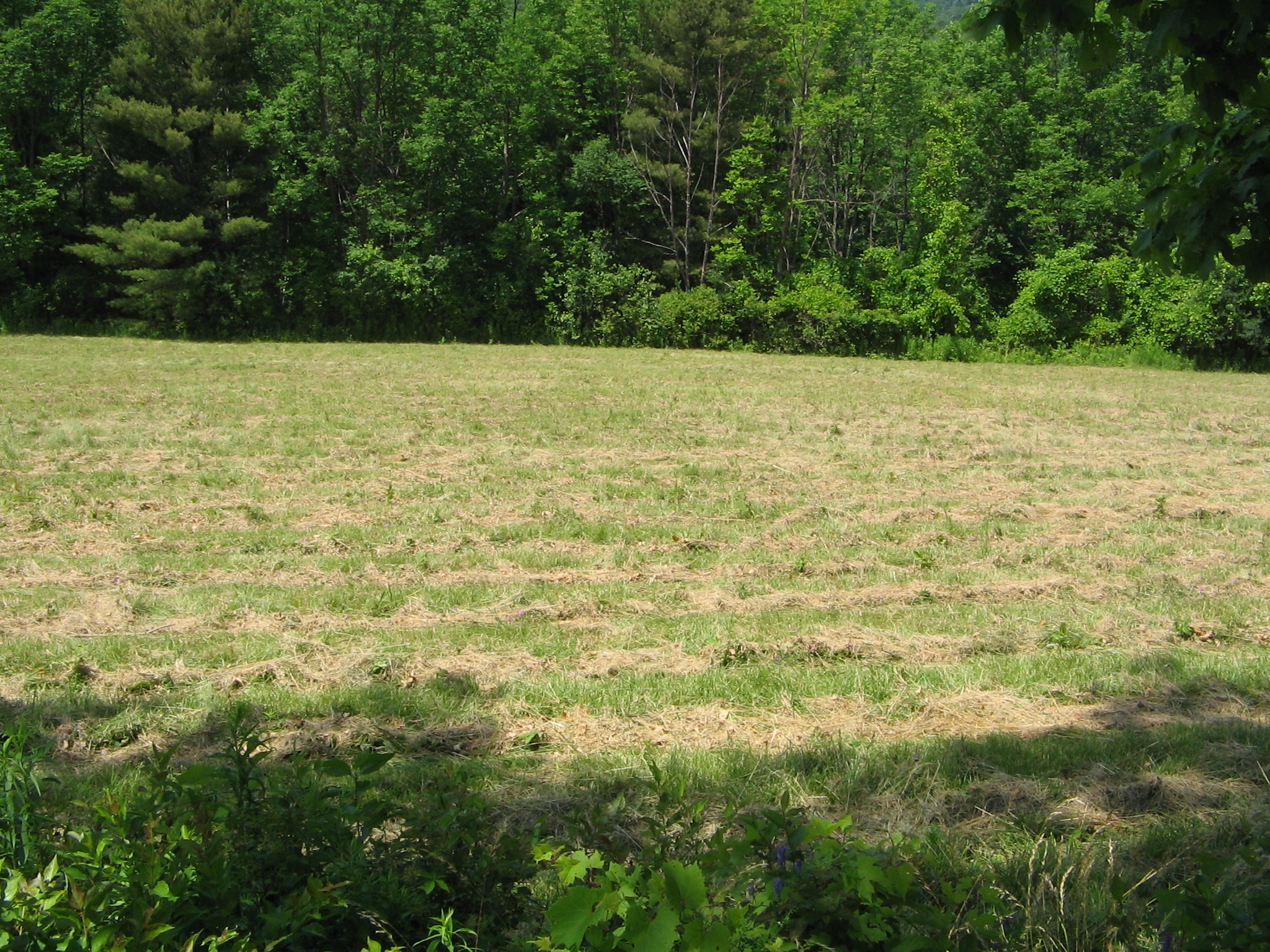
モニュメントヒルの西側、イギリス軍がこの丘に登って手前側に攻撃を掛けた

この戦闘の初期の時点で、セントクレアは砲声を遠くに聞いて戦闘が行われていることを知った。この戦闘を支援するために、即座にヘンリー・ブロックホルスト・リビングストンとアイザック・ダンにハバードトンに向かう道路に一番近い場所に宿営していた民兵隊を派遣するよう指示した。この二人が宿営地に着くと、民兵中隊は遠くの砲声だけで全員が撤退に掛かっており、いくら説得しても振り向かせることができなかった。リビングストンとダンはハバードトン方向への騎乗を続けた。
ハバードトンの大陸軍はモニュメントヒルに後退して陣地を確保すると、イギリス軍の活発な攻撃を何度も撃退した。しかし、フランシス大佐はその腕を銃弾で負傷した。フランシスは耐え続け、兵士達には弱点と考えられるフレーザー隊の左翼攻撃を指示した。戦闘が1時間以上続いた後、リーデゼルの擲弾兵が到着したときに戦いの情勢が変わった。これら訓練を積まれた部隊は軍楽隊の演奏に合わせて賛美歌を歌いながら戦闘に参入し、実際以上に勢力を大きく見せた。大陸軍の左翼が崩れ、包囲されるのを避けるために開けた野原を横切って全速で駆け出さざるを得なくなった。兵士達が前進してくるイギリス軍から逃亡し田園部に散開するときに、フランシス大佐は一斉射撃を受けて倒れた。

## 戦いの後

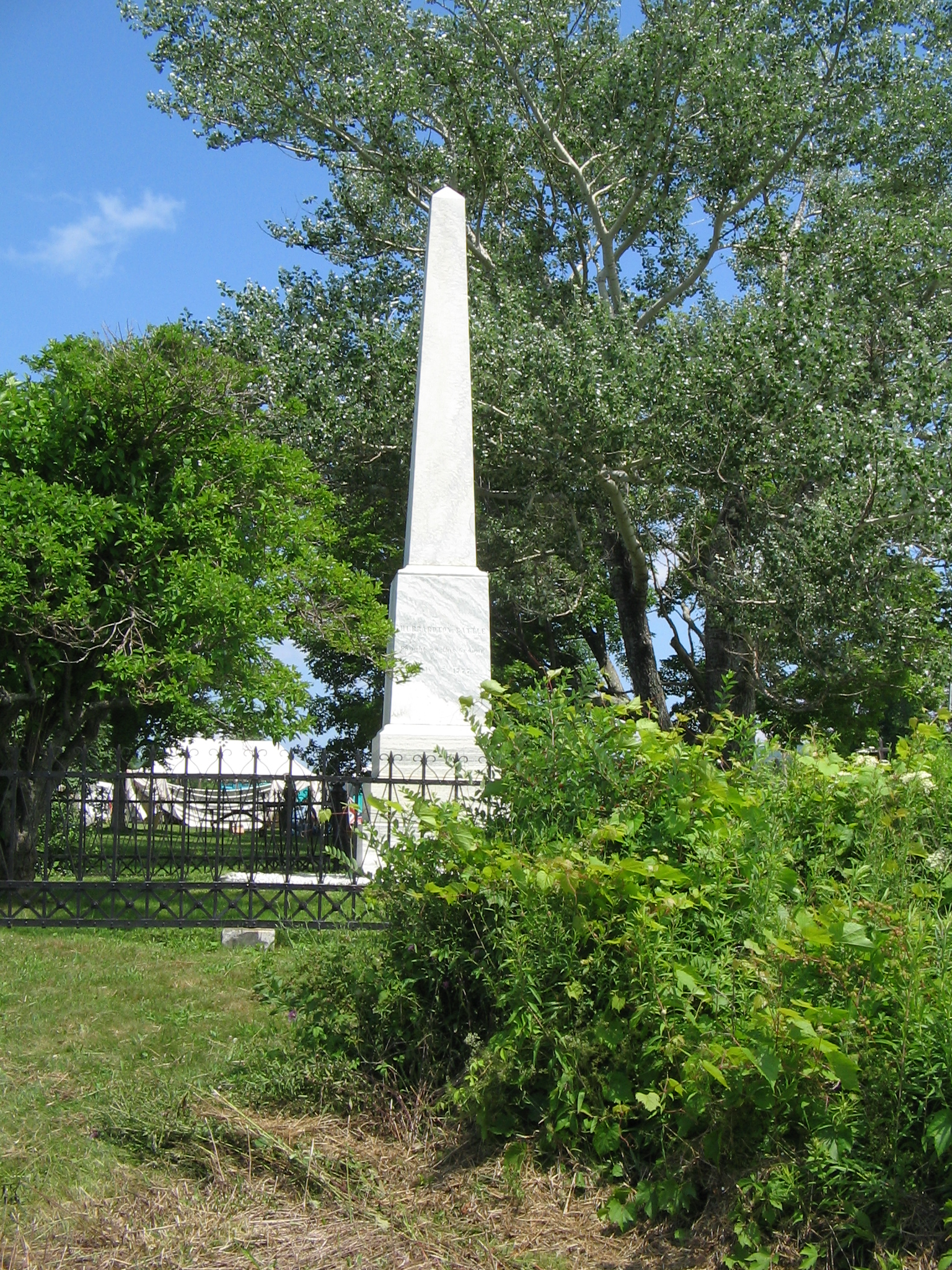
1859年に戦場跡に建てられた記念碑

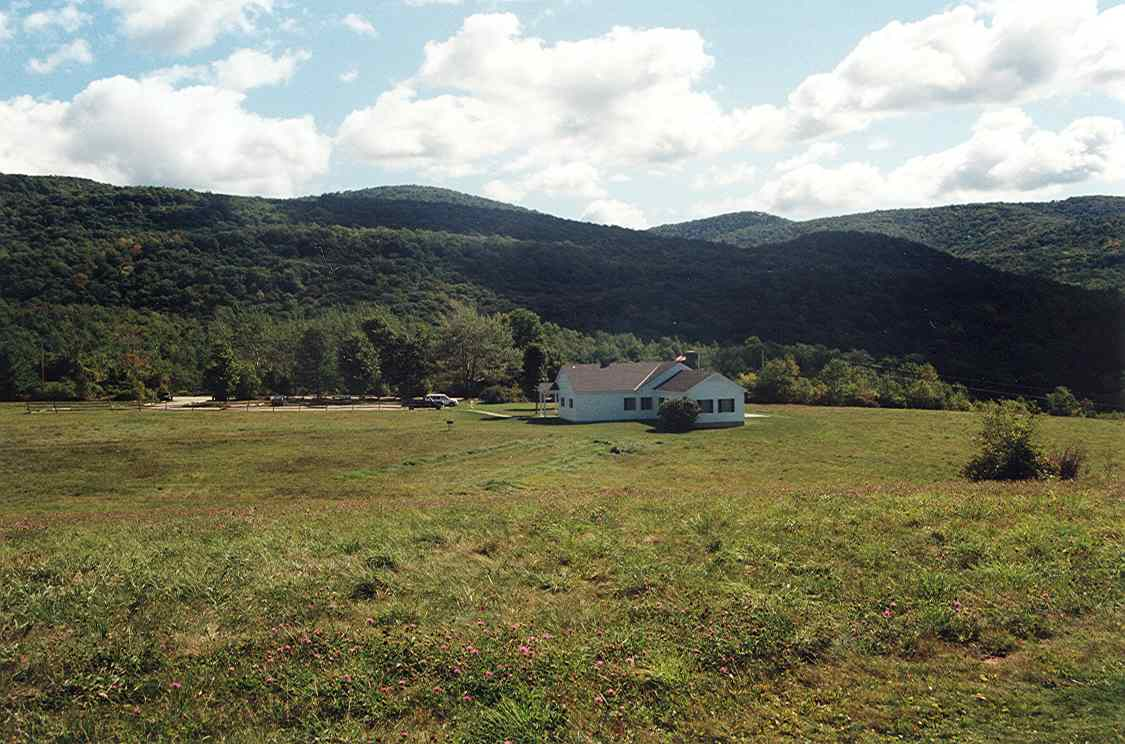
戦場跡の観光案内所

大陸軍後衛の散開した残兵は本体に合流するためにラトランドに向けて大変な道を進んだ。フレーザー隊の斥候やインディアンに攻撃され、食料やテンとも無く、このときエドワード砦に接近していた本体にたどり着くまでに5日間を要した者もいた。ヘイル大佐や70名の分遣隊は残敵を掃討していたイギリス軍に捕獲された。フランシス大佐は敵軍の敬意を受けながらブラウンシュヴァイク兵の死体と共に埋葬された。
リーデゼルとブラウンシュヴァイク兵は翌日スケンスボロに向けて進発し、フレーザー将軍を大いに悔しがらせた。その進発によって、フレーザー隊は600名の疲れ切った兵士にかなりの数の捕虜と負傷兵、およびほとんど物資も無いままに残され、「アメリカで最も不満の大きい地域、あらゆる者がスパイ」と考えられる地域に残された。7月9日、フレーザーは捕虜が逃げようとするなら報復するぞと脅して、少数の護衛を付けた捕虜300名をタイコンデロガの方向に送り、フレーザー自身は疲れた兵士と共にキャッスルトン、さらにスケンスボロ方向に進発した。
セントクレアが戦闘の支援のために送り出したリビングストンとダンは、戦闘が終わった後にキャッスルトンに撤退中の大陸軍兵に出遭った。彼らは悪い報せを持ってキャッスルトンに戻ったが、本隊は出発した後であり、最終的に7月12日にエドワード度砦の大陸軍宿営地に到着した。

## 損失
イギリス軍の公式報告書では、その損失をイギリス兵38名とカナダ人1名が戦死、イギリス兵125名とカナダ人2名が負傷としていた。ドイツ人傭兵部隊の別の報告書では戦死10名、負傷14名、総損失で戦死49名、負傷141名としていた。歴史家のリチャード・ケッチャムはイギリス軍の損失を戦死60名、負傷168名としている。
大陸軍の損失は戦死41名、負傷96名、捕虜230名とされていた。

## 遺産
地元の団体が1859年に戦場跡に記念碑の建立を発注した。バーモント州は1930年代に戦場跡の土地の取得を開始し、州立歴史史跡として運営している。この戦場跡は1971年にアメリカ合衆国国家歴史登録財に指定され、毎年戦闘の再現が行われている。